# Sato Eriko
Sato Eriko (佐藤 衣里子, sinh ngày 25 tháng 11 năm 1985) là một cựu cầu thủ bóng đá nữ người Nhật Bản.

## Đội tuyển bóng đá nữ quốc gia Nhật Bản
Sato Eriko thi đấu cho đội tuyển bóng đá nữ quốc gia Nhật Bản từ năm 2003 đến 2008.

## Thống kê sự nghiệp
| Nhật Bản  | Nhật Bản | Nhật Bản |
| Năm       | Trận     | Bàn      |
| --------- | -------- | -------- |
| 2003      | 1        | 0        |
| 2004      | 0        | 0        |
| 2005      | 0        | 0        |
| 2006      | 0        | 0        |
| 2007      | 0        | 0        |
| 2008      | 1        | 0        |
| Tổng cộng | 2        | 0        |